# Лукашівське родовище флогопіту
Лукашівське родовище флогопіту розташоване неподалік с. Лукашівка Літинського району, Вінницька область. Поклади флогопіту оцінені в 30 млн тонн. Вміст слюди в руді коливається від 15-40 до 80 %. Флогопіт відрізняється дуже низьким вмістом окису заліза — 0,36-1,7 %.
Специфіка руд полягає також в їх складі — пластини слюди, розміром переважно від 2-3 до 5-10 мм поміщаються в мармуроподібній породі складеної, в основному, кальцитом. Частина руд представлена флогопітітами, що містять до 80 % слюди.
Мінімальна глибина залягання флогопітових руд — близько 40 м. Розкривні породи переважно глинисті. Потужність рудних тіл перевищує 50 м. У свердловинах вони простежені до глибини 300 м.